# My Father's Gun
My Father's Gun è un brano country rock scritto ed interpretato da Elton John; il testo è di Bernie Taupin. Proviene dall'album del 1970 Tumbleweed Connection, del quale è una delle tracce più sofisticate e ingegnose. È stata notata da buona parte della critica.
Il testo parla della Guerra di Secessione Americana, e in particolare narra la vicenda del figlio di un soldato rimasto ucciso nel conflitto. Anche il brano successivo, Where to Now St. Peter?, ha come sfondo questa guerra civile. Musicalmente parlando, mette in evidenza tutta una serie di quotati session men già evidenziati in altre tracce dell'album di provenienza.
Nel 2005, la canzone è stata utilizzata in un film di Cameron Crowe, Elizabethtown; il regista la celebrò in una intervista successiva.